# Andrew Greeley
Andrew M. Greeley (Oak Park, 5 de fevereiro de 1928 – Chicago, 29 de maio de 2013) foi um padre católico romano, sociólogo, jornalista e autor best-seller irlandês-americano. Padre Greeley foi professor de Sociologia na Universidade do Arizona, nos Estados Unidos e era um pesquisador associado ao National Opinion Research Center (NORC) na Universidade de Chicago. Ele escrevia uma Coluna semanal para o Chicago Sun-Times e contribuiu regularmente com o The New York Times, o National Catholic Reporter, o America, e o Commonweal.

## Biografia
Depois de estudar na Archbishop Quigley Preparatory Seminary ( Seminário Preparatório Arcebispo Quingley) em Chicago, ele frequentou o St. Mary of the Lake Seminary em Chicago, em 1950, recebendo um diploma de bacharel em Teologia em 1952. De 1954 à 1964, ele serviu como um assistente de pastor em Chicago, tempo no qual estudou sociologia na Universidade de Chicago. Recebeu um diploma em artes em 1961 e depois um PHD em 1962. Sua dissertação para o doutorado tratava da influência da religião nos planos de carreira dos graduandos de 1961 da universidade.
Greeley lecionou como professor de Sociologia na Universidade do Arizona, na Universidade de Illinois em Chicago e na Universidade de Chicago. Suas obras de ficção muitas vezes lidam com romances, inclusive contendo detalhes de acontecimentos sexuais, escritos ocasionalmente sob uma ótica subjacente à do teólogo David Tracy, na qual ele diz que o amor humano serve como uma metáfora para o amor de Deus por toda a humanidade.
Seus escritos revelam uma forte ligação com a cultura irlandesa. De fato, algumas vezes, Greeley ilustra que os descendentes de irlandeses em outros países são "mais irlandeses que os próprios irlandeses". Grande parte de seus personagens tendem a ser irlandeses-americanos católicos de Chicago. Um exemplo disso é John Blackwood "Blackie" Ryan (de uma série de pelo menos 19 livros), um investigador do clero (primeiro padre, depois auxiliar de bispo e depois arcebispo de Chicago) que aparentemente é o alter ego do autor. Assim como o Padre Kevin Brennan, do livro Os Pecados Cardeais, o qual é irlandês americano, padre e sociólogo.
O primeiro trabalho de ficção de Andrew a se tornar um sucesso comercial foi Os pecados Cardeais (The Cardinal Sins), de 1981. Então lançou a Trilogia Passover: Thy Brother's Wife (1982), Ascent into Hell (1983) e Lord of the Dance (1984). Depois disso, escreveu no mínimo dois romances por ano. Em 1987, produziu quatro romances e duas não ficções.
Com os escândalos de abuso sexual na Igreja Católica, Greeley escreveu The Priestly Sins (2004), um romance sobre um jovem padre que é exilado para um asilo de loucos e depois para uma vida acadêmica porque denunciou abusos sexuais dentro da Igreja. Seu livro The Making of Pope (2005) foi entendido como uma continuação de The making of the Popes (1987). Politicamente foi um crítico veemente de George W. Bush, sua administração e a Guerra do Iraque, suportando também os direitos dos imigrantes. Escreveu um livro intitulado A Stupid, Unjust, and Criminal War: Iraq 2001–2007(2007)

## Acidente e morte
Greeley sofreu fraturas no crânio quando de uma queda em 2008. Sua roupa ficou presa na porta de um táxi quando ele saía. Ele foi hospitalizado em estado grave. Sua saúde permaneceu debilitada pelo resto de sua vida, até que morreu em 29 de maio de 2013, em sua casa em Chicago, com 85 anos.

## Lista dos livros da série com John Blackwood "Blackie" Ryan
- Virgin and Martyr (1985)
- Happy Are the Meek (1985)
- Happy Are the Clean of Heart (1986)
- Happy Are Those Who Thirst for Justice (1987)
- Happy Are the Merciful (1992)
- Happy Are the Peace Makers (1993)
- Happy Are the Poor in Spirit (1994)
- Happy Are Those Who Mourn (1995)
- Happy Are the Oppressed (1996)
- White Smoke (1996)
- The Bishop at Sea (1997)
- The Bishop and the Three Kings (1998)
- The Bishop and the Missing L Train (2000)
- The Bishop and the Beggar Girl of St. Germain (2001)
- The Bishop in the West Wing (2002)
- The Bishop Goes to The University (2003)
- The Bishop in the Old Neighborhood (2005).
- The Bishop at the Lake (2007).
- The Archbishop in Andalusia (2008)

## Lista de seus livros de ficção
- The Magic Cup (1975)
- Death in April (1980)
- Os pecados cardeais ou Os pecados de um padreThe Cardinal Sins (1981)
- A cunhada ou A cruz e o amor Thy Brother's Wife (1982)
- Subida para o infernoAscent Into Hell(1983)
- [[Lord of the Dance (novel)|Lord of the Dance] (1984)
- Virgem e mártirVirgin and Martyr (1985)
- Anjos de outonoAngels of September (1985)
- Happy are the Meek (1985)
- God Game (1986)
- Happy are the Clean of Heart (1986)
- Paciência de santo Patience of a Saint(1987)
- The Final Planet (1987)
- Happy Are Those Who Thirst for Justice (1987)
- Rite of Spring (1987)
- Angel Fire (1988)
- Love Song (1989)
- St. Valentine's Night (1989)
- Andrew Greeley's Chicago (1989)
- All About Women (1989)
- The Cardinal Virtues (1990)
- The Irish (1990)
- The Search for Maggie Ward (1991)
- An Occasion of Sin (1991)
- Happy Are the Merciful (1992)
- Wages of Sin (1992)
- Happy Are the Peace Makers (1993)
- Fall from Grace (1993)
- Irish Gold (1994) (first in the Nuala Anne McGrail series of mystery novels)
- Happy Are the Poor in Spirit (1994)
- Angel Light (1995)
- Happy Are Those Who Mourn (1995)
- White Smoke (1996)
- Happy Are The Oppressed (1996)
- Irish Lace (1996)
- Summer at the Lake (1997)
- Star Bright! (1997)
- The Bishop at Sea (1997)
- Irish Whiskey (1998)
- Contract With an Angel (1998)
- A Midwinter's Tale (1998)
- The Bishop and the Three Kings (1998)
- Irish Mist (1999)
- Younger Than Springtime (1999)
- Irish Eyes (2000)
- The Bishop and the Missing L-Train (2000)
- A Christmas Wedding (2000)
- Irish Love (2001)
- The Bishop and the Beggar Girl of St. Germain (2001)
- September Song (2001)
- Irish Stew! (2002)
- The Bishop in the West Wing (2002)
- Second Spring (2003)
- The Bishop Goes to the University (2003)
- The Priestly Sins (2004)
- Emerald Magic: Great Tales of Irish Fantasy (2004)
- Golden Years (2005)
- The Bishop in the Old Neighborhood (2005)
- Irish Cream (2005)
- The Senator and the Priest (2006)
- Irish Crystal (2006)
- Irish Linen (2007)
- The Bishop at the Lake (2007)
- Irish Tiger (2008)
- The Archbishop in Andalusia (2008)
- Irish Tweed (2009)s
- Home for Christmas (2009)